# Praça de Entrecampos

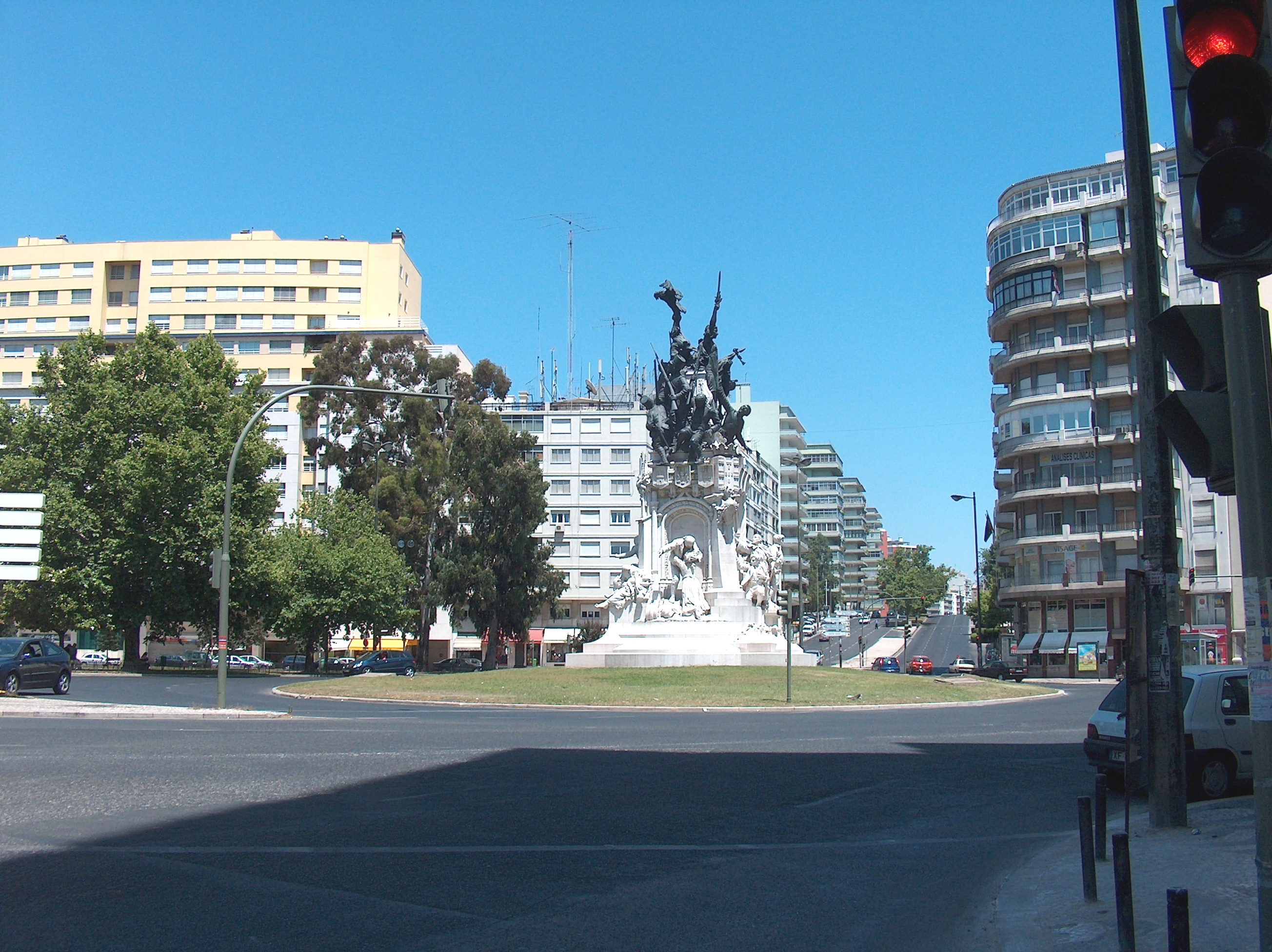
Praça de Entrecampos.

A Praça de Entrecampos é uma praça em Lisboa, na qual convergem três avenidas importantes da cidade: Avenida da República, Avenida dos Estados Unidos da América e Avenida das Forças Armadas. Adjacente à praça, na direção norte, há um jardim de razoáveis dimensões, conhecido como Campo Grande e, oficialmente, como Jardim Mário Soares, ladeado por duas vias para circulação automóvel fazendo a ligação com a parte norte da cidade.
No centro da praça, encontra-se o Monumento aos Heróis da Guerra Peninsular.
É um topónimo não oficial, pois a praça está integrada no Campo Grande, freguesia de Alvalade, constituindo o topo sul. O nome resulta da localização entre o Campo Grande e o Campo Pequeno. Anteriormente foi designado Praça Mouzinho de Albuquerque.
Nesta praça existe a estação de metro com o mesmo nome, localizando-se lá perto a Estação Ferroviária de Entrecampos.